# Leucophenga lubrica
Leucophenga lubrica är en tvåvingeart som beskrevs av Bock 1979. Leucophenga lubrica ingår i släktet Leucophenga och familjen daggflugor. Inga underarter finns listade i Catalogue of Life.